# Jesus Lau
Jesus Lau es un bibliotecario mexicano, colaborador en los campos de la ciencia de la información y biblioteconomía desde 1977; su investigación se centra en la Alfabetización Informacional (ALFIN) y el desarrollo de competencias informacionales. Es miembro de varias organizaciones relacionadas con el ámbito bibliotecario, como la American Library Association, la Asociación Mexicana de Bibliotecarios A.C. (AMBAC) la Border Regional Library Association, la Federación Internacional de Asociaciones e Instituciones Bibliotecarias (IFLA), y la Asociación de Bibliotecas Especiales. Ha facilitado cerca de 150 cursos, incluyendo talleres y seminarios sobre bibliotecología y ciencias de la información, con especial énfasis en alfabetización y gestión de la información y liderazgo en varias instituciones en Botsuana, Brasil, Colombia, Estonia, Guatemala, México, Perú, EE. UU., Venezuela, Gran Bretaña, entre otros. 

## Temprana edad y educación
Recibió su BA en Derecho (1974) en la Universidad Autónoma de Sinaloa, su MA (1977) en Biblioteconomía de la Universidad de Denver y su Ph.D. (1988) en Estudios de la Información de la Universidad de Sheffield, Inglaterra.

## Carrera
Es miembro de la Asociación Mexicana de Bibliotecarios desde 1974 y fue su presidente durante el período 2009 a 2011. Además, ha recibido el premio de Bibliotecario del Año 2011, otorgado por la Feria Internacional del Libro de Guadalajara, la segunda más grande del segundo hemisferio. Formó parte de un grupo de profesionales latinoamericanos que asistieron a la 61.ª Conferencia Mundial de la Federación Internacional de Asociaciones e Instituciones Bibliotecarias (IFLA) en Estambul, donde echaron un vistazo al área de la alfabetización informacional y este momento fue posiblemente fundamental para la llegada de la información. alfabetización en América Latina, que comenzó rápidamente con el desarrollo de diversas iniciativas en instituciones educativas, principalmente universidades. Fue elegido como Director de la Asociación de Bibliotecas Especiales para el período 2002-2005. Entre sus contribuciones internacionales más relevantes al área de investigación de la alfabetización informacional, ha editado varios libros sobre alfabetización informacional publicados por IFLA y, a menudo, financiados por la UNESCO, que incluyen Alfabetización informacional: perspectivas internacionales, Alfabetización informacional: un estado internacional de el informe de arte, Directrices sobre alfabetización informacional para el aprendizaje permanente y Hacia indicadores de alfabetización informacional: documento de marco conceptual. Su investigación en el campo de la alfabetización informacional tanto en bibliotecas como en instituciones académicas ha sido normativa, con las Directrices, además de involucrar y comprender las conexiones entre la teoría y la práctica. Lau ha representado a México con la IFLA. En junio de 2009, la IFLA anunció que Ingrid Parent fue elegida Presidenta electa para el período 2009-2011 y Presidenta para el período 2011-2012, por obtener 895 votos. Lau recibió 844.

## Honores, premios y cargos
Lau ha recibido varios premios y distinciones, entre ellos el John Cotton Dana Award, que recibió el 15 de julio en la Conferencia Anual e INFO-EXPO 2012 de la SLA en Chicago, convirtiéndose así en el primer investigador latinoamericano en recibir este premio. También son dignos de mención los siguientes honores: Reconocimiento por el Apoyo Ininterrumpido a la Conferencia desde 1990, otorgado por el Transborder Library Forum, Estados Unidos-México en 2005; En 2003 fue seleccionado para su inclusión en el Repertorio de Biografías de Bibliotecarios Mexicanos por una destacada trayectoria; y el Premio Sistema Nacional de Investigadores (SNI/México), otorgado por "ocho trienios consecutivos, a partir de 1989". En su región natal ha recibido el reconocimiento 'Sinaloenses Ejemplares' en la categoría de investigación y desarrollo.

## Lecturas selectas
- AI/ChatGPT impact for writing: perceptions and use of LIS professionals. (2024) [20]
- Machin-Mastromatteo, Juan D.; Lau, Jesus (2015). «The arrival of information literacy». Information Development 31 (2): 190-193. ISSN 0266-6669. doi:10.1177/0266666915569147.
- Machin-Mastromatteo, Juan D.; Lau, Jesus; Virkus, Sirje (2013). «Participatory action research and information literacy: Revising an old new hope for research and practice». Communications in Computer and Information Science 397. pp. 48-53. ISBN 978-3-319-03918-3. ISSN 1865-0929. doi:10.1007/978-3-319-03919-0_5.
- Mexico: Libraries, Archives and Museums (2009) in the Encyclopedia of Library and Information Sciences, Third Edition[21]
- Towards information literacy indicators: conceptual framework paper with Ralph Catts (2008) [22]
- Information literacy: international perspectives with IFLA (2008)[23]
- Information literacy: An international state-of-the art report with IFLA (2007) [24]
- Guidelines on information literacy for lifelong learning with IFLA (2006)[25]
- Normas de alfabetización informativa para el aprendizaje with Jesus Cortés (2004)[26]
- Construyendo puentes informativos: experiencias de cooperación entre México y EUA with Jesús Cortés (1998)[27]
- Technical dictionary of library and information science: English-Spanish, Spanish-English with Marta S Ayala and Reynaldo Ayala (1993)[28]
- A study of selected social factors influencing information development in low, middle and highly developed countries: an assessment for the period 1960-1977 (1988)[29]
- The effects of Mexico's developing economy on libraries and their users (1977)[30]